# Deoncești
Deoncești falu Romániában, Erdélyben, Fehér megyében. Közigazgatásilag Aranyosszohodol községhez tartozik.

## Fekvése
Pojén közelében fekvő település.

## Története
Deonceşti korábban Pojén része volt, 1956 körül vált külön 173 lakossal. 1966-ban 121, 1977-ben 79, 1992-ben 45, 2002-ben 22 román lakosa volt.